# Маханаим (кибуц)
Махана́им (Махана́йим; ивр. מַחֲנַיִים, מַחֲנַיִם‎) — кибуц в Северном округе Израиля, в региональном совете Верхняя Галилея. Кибуц был создан по методу Стена и башня.

## История
Основание поселения в этом месте было сопряжено с большими трудностями, и первые попытки колонизации оказались неудачными.

### Мошава Ахават Цион
Земли кибуца Маханаим были приобретены организацией «Ахават Цион» (принадлежащей организации «Ховевей Цион» из Галиции) в 1891 году для того, чтобы основать мошаву. Фирма продавала акции, и на каждые 100 акций разыгрывалось право поселиться на купленной территории.
В 1898 году несколько семей (в основном из Галиции, из района Бучач) поселились на территории Маханаим. Название «Маханаим» было выбрано в честь библейского города Маханаим в Галааде. После нелегкого периода были получены разрешения на строительство домов, и открылся магазин, который обслуживал жителей и местных арабов.
В 1901 году «Ахават Цион», которая занималась снабжением мошавы, закрылась, и мошава обанкротилась. Земли Маханаим были проданы фермерам из Рош-Пины, жители получили компенсацию и были выселены.

### EKО
Следующая попытка поселиться на этом месте была предпринята в 1909 году. Еврейское колонизационное общество пыталось выращивать табак, а также привезло поселенцев с Кавказа для занятий животноводством. Одесский комитет выделил 1200 рублей для того, чтобы нанять учителя для поселенцев. Кавказские евреи покинули Маханаим в 1912 году.

### Поалей Цион
В 1916 году, во время Первой мировой войны, в Маханаим приехала группа Поалей Цион. Маханаим стал первым рабочим посёлком в Верхней Галилее. В 1922 году он стал мошавом, и через шесть лет жители вновь покинули его.

### Кибуц
23 мая 1939 года Маханаим был вновь (в третий раз) отстроен членами кибуца Йодефет и жителями Цфата. В 1952 году, в результате кризиса в кибуцном движении, часть членов кибуца покинула Маханаим.

## Население
По данным Центрального статистического бюро Израиля, население на начало 2020 года составляло 818 человек.

## География
К югу от кибуца находится Аэропорт Рош-Пина (иногда называемый «Аэропорт Маханаим»), который используется для гражданских рейсов в центр Израиля, а также как запасной военный аэродром. К северу от кибуца протекает ручей Маханаим.